# Olivier Brault
Pour les articles homonymes, voir Brault.
Olivier Brault, né le 22 février 1963 à Paris, est un haut fonctionnaire français. 
Depuis 2013, il est directeur général de la fondation Bettencourt-Schueller; après avoir été directeur général de la Croix-Rouge française de 2005 à 2012.

## Biographie

### Famille
Olivier Jean Marie Brault naît le 22 février 1963 dans le 8e arrondissement de Paris, du mariage de Dominique Brault, avocat, et de Marie-Noëlle Grange, dirigeante d'entreprise,.
Le 13 juin 1986, il épouse Caroline Carpentier, violoniste. De ce mariage, naissent sept enfants : Joséphine, Hortense, Gabriel, Mathilde, Marguerite, Emmanuel, Adélaïde,.

### Formation
Élève au lycée Saint-Louis-de-Gonzague puis au lycée Henri-IV à Paris, il poursuit des études supérieures à l'université Paris-IV et à l'université Lille-III, puis à l'École normale supérieure de Paris (ENS Ulm, 1984-1988). Il est titulaire d'une maîtrise d'histoire économique contemporaine et diplômé en 1987 de l'Institut d'études politiques de Paris,,.

### Carrière
Olivier Brault intègre l'École nationale d'administration en 1989 au sein de la promotion Victor-Hugo (1989-1991). À sa sortie, il est l'un des six élèves (dont Jean Castex) nommés auditeurs à la Cour des comptes.
Il part au Viêt Nam, où il est nommé codirecteur de l'Institut du cœur d'Hô Chi Minh-Ville. De 1993 à 1997, il est membre de la délégation française au conseil d'administration de l'Office européen des brevets (OEB) à Munich en Allemagne. En 1997, il est nommé directeur de la pharmacie centrale des hôpitaux, agence générale des approvisionnements médicauxde l'Assistance publique - Hôpitaux de Paris (AP-HP). En 2002, il est nommé conseiller technique au cabinet du Premier ministre, Jean-Pierre Raffarin, chargé de la santé et de l'assurance-maladie, avant d'être nommé directeur général de la Croix-Rouge française,.
En 2012, il est nommé directeur général de la fondation Bettencourt-Schueller,, fondation animée par l'esprit d'entreprendre, la conscience de son rôle social et la volonté de donner des ailes aux talents : il cherche notamment à mieux faire reconnaître les métiers d'art, et le chant choral

### Autres engagements
Il a été administrateur du Comité de la charte du don en confiance, de la Fondation Alain-Carpentier, de la Fondation du Collège de France, de l'association Enfants du Mékong,.
En octobre 2016, il est membre du conseil d'administration de l'Institut français.

## Distinctions
Olivier Brault est auditeur de 2e classe à la Cour des comptes en 1991, promu auditeur de 1re classe en 1993, conseiller référendaire de 2e classe en 1995, conseiller référendaire de 1re classe en 2000 puis conseiller maître en 2009. Il demande sa radiation en date du 1er novembre 2021.
Le 7 mai 2007, il est nommé au grade de chevalier dans l'ordre national du Mérite au titre de « directeur général d'un organisme caritatif ; 18 ans d'activités professionnelles, sociales et de services militaires ».

## Pour approfondir